# Ácido alfalinolênico
O ácido alfa-linolênico (ALA) é um ácido essencial do grupo Ômega 3 contendo 18 carbonos e três insaturações.

## Bioquímica
A fórmula molecular do ALA é C18H30O2, de massa molar 278.43 g/mol. Na nomenclatura IUPAC é o ácido 9,12,15-Octadecatrienóico. Na literatura fisiológica, recebe o nome 18:3(n-3), por ter 18 carbonos, três ligações duplas configuração cis, a partir do carbono número 3. Quimicamente, ALA é um ácido carboxílico e o isômero do ácido gama-linolênico, um ácido graxo omega 6.

## Papel em nutrição e saúde
O ácido α-linolénico é um membro do grupo de ácidos graxos essenciais chamados ômega 3, requeridos pelas dietas de todos os mamíferos. A maioria das sementes e seus azeites são mais ricos no ômega 6 ácido linoleico, também um ácido graxo essencial. Entretanto, o ácido linoleico e outros ácidos graxos ômega 6 competem com os ômega 3 por posições nas membranas celulares e têm além disso diferentes efeitos na saúde humana.
Há estudos que têm demonstrado evidências de que o ALA está associado a um risco menor de enfermidade cardiovascular,  mas por um mecanismo ainda não entendido. O corpo converte o ALA em ácidos graxos de cadeia maior, o ácido eicosapentaenoico (EPA) e o ácido docosa-hexaenoico (DHA). Não se sabe se o efeito protetor contra arritmias cardíacas é exercido pelo ALA mesmo ou pelos produtos metabólicos eicosanoides. Alguns estudos científicos têm relacionado o ALA com câncer de próstata rapidamente progressivo e degeneração macular, demonstrando que a falta dele no organismo aumenta o risco da doença em 70%. Além disso, tem-se sugerido, em algumas investigações, que existe um maior efeito neuroprotetor nos modelos vivos para a isquemia e certos tipos de epilepsias.

## Alimentos
Os ácidos graxos da família ômega 3 não são sintetizados pelo organismo humano (sendo chamados essenciais por esta razão), e precisam vir da alimentação. Encontrado principalmente na linhaça e chia, mas também pode ser encontrado em outros alimentos, em menores quantidades. Embora as hortaliças apresentem pequenas quantidades do ácido alfa-linolênico, devido ao seu baixo conteúdo lipídico, o consumo de vegetais, como o agrião, a couve, a alface, o espinafre e o brócolis, pode contribuir para elevar a ingestão de ácido alfa-linolênico. Entre os cereais e as leguminosas, a aveia, o arroz, o feijão, a ervilha e a soja, constituem importantes fontes desse ácido. Nos óleos vegetais, a maior concentração do ácido alfa-linolênico ocorre no óleo de linhaça.